# Catocala vaga
Catocala vaga là một loài bướm đêm trong họ Erebidae.